# Palladium(II)-nitrat
Palladium(II)-nitrat ist das Palladiumsalz der Salpetersäure.

## Gewinnung und Darstellung
Palladium(II)-nitrat wird durch Auflösen von Palladium in heißer, konzentrierter Salpetersäure erhalten.
{\displaystyle \mathrm {3\ Pd+8\ HNO_{3}\longrightarrow 3\ Pd(NO_{3})_{2}+2\ NO+4\ H_{2}O} }

## Eigenschaften

### Physikalische Eigenschaften
Palladium(II)-nitrat ist bei Raumtemperatur ein rotbraunes Pulver. Es ist mäßig löslich in Wasser und bildet infolge Hydrolyse eine trübe Lösung. Es ist löslich in verdünnter Salpetersäure.

### Chemische Eigenschaften
Palladium(II)-nitrat zersetzt sich beim Erhitzen. Es hydrolysiert in überschüssigem Wasser, wobei sich ein braunes, basisches Salz bildet. Es wirkt stark oxidierend, da sowohl das Pd2+-Ion als auch das Nitration NO3− oxidierend sind.
Durch Fällung mit Natronlauge entsteht kristallines Palladium(II)-oxid.

## Verwendung
Palladium(II)-nitrat eignet sich zur Herstellung von reinem Palladium und Palladium(II)-sulfat.
.